# Михаил Лозанов
Михаил Лозанов – Танка е бивш български футболист, нападател. Играл е за: юношите на Кракра Перник, Левски (София) (1930 – 1937, 1940 – 1941), Моравска Славия (Бърно, Чехия) (1935 – 1936, като студент) и Байерн (Мюнхен, Германия) (1938 – 1939, капитан на отбора). За Левски има 79 мача и 43 гола в първенството. Има 38 мача и 10 гола за „А“ националния отбор (1931 – 1939).

## Клубна кариера
Юноша е на Крарка Перник. През 1930 г. е доведен в Левски от по-големия си брат Никифор Лозанов. С екипа на „сините“ става двукратен шампион на България и носител на купата на страната през 1933 и 1937 г. В кампанията 1932/33 вкарва 16 гола в 16 двубоя. За този период изиграва 32 международни контроли, в които вкарва 19 попадения.
През 1935/36 е студент по строително инженерство в Чехословакия, където играе за Моравска Славия (Бърно). Той е един от първите български професионални футболисти. Малко преди него в Чехословакия заминават Асен Пешев и Асен Панчев. Лозанов дебютира за Моравска Славия в мач срещу Ханацка Славия и вкарва 2 гола в мача. С добрите си изяви се утвърждава като несменяем титуляр. През сезон 1934/35 Моравска Славия печели първенството на Моравия и се класира за първенството на Чехословакия. Впоследствие обаче изпада от състава и през ноември 1936 г, преминава в Простейов (Ролни).
През 1937 г. заминава за Германия, за да продължи образованието си. Там Лозанов играе за Байерн Мюнхен в продължение на два сезона. В първия си сезон изиграва 4 мача и вкарва 3 гола. Записва и два мача за Купата на Германия. В областните финали на Гаулигата вкарва две попадения при победата с 4:1 над Щраубинг. Вкарва и 3 гола в 6 приятелски мача.
През втория си сезон в Байерн Мюнхен Лозанов е капитан на отбора. Изиграва 15 мача и вкарва 4 гола, един от тях е в дербито с Мюнхен 1860. В Купата на Германия записва три двубоя, а в приятелските срещи – 12 двубоя и 8 гола. След като завършва образованието си се завръща в Левски, където играе до 1941 г.

## Национален отбор
Дебютира на 19 април 1931 г. срещу Югославия (0:1). Последния му мач е на 22 октомври 1939 срещу Германия (1:2). Носител на купата на БОК през 1931 и на Балканската купа през 1932 и 1935 г. Отбелязва решителните голове за нашия отбор на финала на Балканската купа през 1935 г. и на практика осигурява трофея за България. Включен в отбора за квалификационните мачове за СП-1934 с Унгария и Австрия. Футболист с майсторска, бойка и настъпателна игра, с комбинативни действия, популярен сред зрителите.